# Pop Gates
William Penn „Pop” Gates (ur. 30 sierpnia 1917 w Decatur, zm. 1 grudnia 1999 w Nowym Jorku) – amerykański koszykarz, występujący na pozycjach obrońcy lub skrzydłowego oraz grający trener, członek Koszykarskiej Galerii Sław im. Jamesa Naismitha.
W 1938 poprowadził szkolna reprezentację liceum Benjamina Franklina do mistrzostw szkół średnich Nowego Jorku.
Wraz z Williamem "Dolly" Kingiem, Willie Kingiem i Billem Farrowem zostali pierwszymi arfo-amerykańskimi zawodnikami w historii ligi NBL (sezon 1946/1947) i jednymi z koszykarskich pionierów, łamiących bariery rasowe w sporcie, zanim jeszcze powstała NBA. W tamtych czasach zawodnicy mogli występować w trakcie jednego sezonu w rozmaitych zespołach, zarówno niezależnych, jak i ligowych.

## Osiągnięcia
Na podstawie, o ile nie zaznaczono inaczej.
Drużynowe
- Mistrz:
  - turnieju World Professional Basketball Tournament (1939, 1943 - wyłaniający najlepszy zespół koszykarski w USA)
  - ABL (1950)

Indywidualne
- Wybrany do:
  - Koszykarskiej Galerii Sław im. Jamesa Naismitha (Naismith Memorial Basketball Hall Of Fame - 1989)
  - galerii sław:
    - Harlem Professional Hall of Fame
    - Bob Douglas Hall of Fame
    - Harlem YMCA Hall of Fame
    - New York City Basketball Hall of Fame (1990)
    - Harlem Globetrotter Legends (1995)
    - Black Legends of Professional Basketball (1998)

  - drużyny wszech czasów amerykańskiej ligi NBL
  - I składu turnieju World Professional Basketball Tournament (1940, 1943)
- Laureat Greater Harlem Chamber of Commerce Recognition Award (1998)